# Добровольное (Акмолинская область)
Доброво́льное (каз. Добровольное) — село в Буландынском районе Акмолинской области Казахстана. Входит в состав Новобратского сельского округа. Код КАТО — 114047300.

## География
Село расположено в западной части района, на правом берегу реки Коныр, на расстоянии примерно 93 километров (по прямой) к юго-западу от административного центра района — города Макинск, в 13 километрах к западу от административного центра сельского округа — села Новобратское.
Абсолютная высота — 331 метров над уровнем моря
Ближайшие населённые пункты: село Красносельское — на северо-западе, село Новобратское — на востоке.

## Население
В 1989 году население села составляло 330 человек (из них украинцы — 58%).

В 1999 году население села составляло 288 человек (137 мужчин и 151 женщина). По данным переписи 2009 года, в селе проживало 160 человек (73 мужчины и 87 женщин).
| Численность населения | Численность населения | Численность населения |
| 1989                  | 1999                  | 2009                  |
| --------------------- | --------------------- | --------------------- |
| 330                   | ↘288                  | ↘160                  |

## Улицы[5]
- переулок Первый,
- переулок Второй,
- ул. Карацупы,
- ул. Парковая.